# Antonio Skármeta
Antonio Skármeta, all'anagrafe Esteban Antonio Skármeta Vranicić (Antofagasta, 7 novembre 1940 – Santiago del Cile, 15 ottobre 2024), è stato uno scrittore, traduttore e diplomatico cileno, autore di opere narrative, saggi, sceneggiature e testi teatrali.

## Biografia
Nacque ad Antofagasta, in Cile, il 7 novembre 1940, figlio di immigrati croati originari dell'isola di Brazza (nella regione spalatino-dalmata). Intraprese gli studi di filosofia presso l'Università del Cile, laureandosi a pieni voti con una tesi su José Ortega y Gasset. Dopo la laurea proseguì gli studi di letteratura negli Stati Uniti d'America grazie da una borsa di studio Fulbright, ottenendo il Master of Arts nel 1966.
Rientrato in patria, nel 1967 pubblicò il suo primo libro, una raccolta di racconti intitolata El entusiasmo. Negli anni seguenti lavorò anche come traduttore, realizzando la versione in lingua spagnola di alcuni romanzi in lingua inglese. Nello stesso periodo divenne professore dell'Università del Cile, dove insegnò inizialmente assiologia, poi filosofia contemporanea, ed infine letteratura cilena.
Dopo il golpe cileno del 1973 decise di trasferirsi all'estero, prima in Argentina, dove rimase un anno, poi in Europa. Ritornò a vivere in Cile nel 1989.
Nel 1985 uscì il suo romanzo Ardiente paciencia, ripubblicato in seguito con il titolo El cartero de Neruda, e tradotto in più di venti lingue;
l'edizione italiana è intitolata Il postino di Neruda. Dal romanzo venne tratto il film Il postino, interpretato da Massimo Troisi.
Dal 2000 al 2003 fu ambasciatore del Cile in Germania.
Skármeta è morto il 15 ottobre 2024, all'età di 83 anni.

## Premi
- 2000 - Premio Grinzane Cavour per il miglior romanzo straniero pubblicato in Italia, Le nozze del poeta (La boda del poeta)[10]
- 2001 - Prix Médicis per il miglior romanzo straniero pubblicato in Francia, Le nozze del poeta (La boda del poeta)[10]
- 2003 - Premio Planeta, Il ballo della Vittoria (El baile de la Victoria)[10]
- 2014 - Premio Nazionale di Letteratura del Cile alla carriera[11]

## Opere

### Romanzi[12]
- Sognai che la neve bruciava (Soñé que la nieve ardía) (1975) - edizione italiana: Feltrinelli, 1976[8]
- Non è successo niente (No pasó nada) (1980) - Garzanti, 1996. ISBN 8811667542[8]
- La Insurrección (1982)
- Il postino di Neruda (Ardiente paciencia) (1985) - Garzanti, 1989. ISBN 8811656958[8]
- Match ball (1989) - Garzanti, 1994. ISBN 8811620082[8]
- Le nozze del poeta (La boda del poeta) (1999) - Garzanti, 2000. ISBN 8811660246[8]
- La bambina e il trombone (La chica del trombón) (2001) - Garzanti, 2002. ISBN 8811665051[8]
- Il ballo della Vittoria (El baile de la Victoria) (2003) - Einaudi, 2005. ISBN 8806170929[8]
- Un padre da film (Un padre de película) (2010) - Einaudi, 2011. ISBN 9788806204334[8]
- I giorni dell'arcobaleno (Los días del arcoíris) (2011) - Einaudi, 2013. ISBN 9788806192396[8]

### Raccolte di racconti[13]
- El entusiasmo (1967)
- Desnudo en el tejado (1969)
- Tiro libre (1973)
- Tema in classe (La composición) (1998) - A. Mondadori, 2001. ISBN 880449168X
- I nomi delle cose (Los nombres de las cosas que allì habìa) (2019) - Einaudi, 2024. ISBN 978-88-06-25704-0

### Traduzioni[5]
- An American Dream di Norman Mailer (1968)
- The Pyramid di William Golding (1968)
- Typee di Herman Melville (1968)
- Visions of Gerard di Jack Kerouac (1969)
- Love, Roger di Charles Webb (1969)
- Gli ultimi fuochi (The Last Tycoon) di Francis Scott Fitzgerald (1969)